# Naomi Wildman
Naomi Wildman és un personatge de ficció de l'univers de Star Trek interpretada per l'actriu Scarlett Pomers, que va aparèixer en la sèrie de televisió Star Trek: Voyager. És filla d'un ktarià, Greskrendtregk, i d'una humana, Samantha Wildman.
La Naomi va néixer el 2372, sent la primera nena nascuda bord de la USS Voyager, que estava al Quadrant Delta. Quan va néixer, la Voyager va ser duplicada per un fenomen espacial, deixant una nau molt danyada. Naomi va morir per problemes de naixement, i va ser transferida de l'altra nau, que tenia una salut perfecta juntament amb en Harry Kim, que havia caigut a l'espai.
A causa de la seva herència ktariana, Naomi va créixer molt ràpid, el 2374, va créixer cinc centímetres en només tres setmanes. El 2375 Naomi tenia aprensió sobre Set de Nou, per la seva naturalesa borg, i consegüentment l'esquivava. No obstant això, a meitat d'aquest any, les dues es van tornar amigues durant la trobada del Voyager amb una planta telepàtica, on només elles dos van ser immunes a la influència telepàtica causa de la seva relativa indiferència de tornar a la Terra.
Després d'aquest any, Naomi va persuadir la capitana Kathryn Janeway per llançar un rescat a Set de Nou, que havia estat recapturada pels Borg, també va estar present quan Janeway es va adonar que els Borg es comunicaven amb la Set.
Neelix era el padrí de la Naomi, i acostumava a fer-la ficar al llit. La cuidava quan la seva mare sortia en missions externes.
L'any 2375 la seva mare estava a bord del Volador Delta quan una tempesta de ions els va fer estavellar en un planeta. Neelix es va preparar per dir-li-ho a la Naomi durant la recerca, la possibilitat que l'hauria de tornar al seu pare adoptiu si no es trobès la seva mare.
L'any següent la Naomi va començar la seva educació ella mateixa al Quadrant Delta en preparació de nominada com a assistent del capità. Va buscar a la Set per molta de la seva educació, a canvi ella li va ensenyar a la Set com jugar kadis-kot.
La Naomi és amiga dels joves Borg que van ser portats a bord el 2376. En un moment, els bessons Borg van voler clonar la Naomi per la primera Fira Anual de ciències de la Voyager, però van ser persuadits. El projecte de la Naomi era un model hologràfic del planeta natal del seu pare, Ktaris, mostrant esquemes climàtics.
En un futur altern la Naomi adulta era una oficial de la Flota Estel·lar servint a bord de la Voyager, juntament amb el futur de l'Icheb. Wildman va ajudar a Chakotay del present i a Janeway del principi del viatge de la Voyager a comprendre el problema. Ella i l'Icheb van usar instruments avançats en el laboratori d'astrometria per ajudar-los a tornar a la normalitat el temps. Després ella va ajudar a lluitar contra els Kazon i la Seska a enginyeria quan estava restaurada la línia del temps.